# Заклятие 3: По воле дьявола
«Заклятие 3: По воле Дьявола» (англ. The Conjuring: The Devil Made Me Do It, дословный перевод — «Заклятие: Дьявол заставил меня сделать это») — американский фильм ужасов о сверхъестественном 2021 года режиссёра Майкла Чавеса по сценарию Дэвида Лесли Джонсон-МакГолдрика по рассказу Джонсон-МакГолдрика и Джеймса Вана. Фильм является продолжением фильмов «Заклятие» (2013) и «Заклятие 2» (2016), а также седьмой частью вселенной «Заклятие». Патрик Уилсон и Вера Фармига повторяют свои роли исследователей паранормальных явлений и авторов Эда и Лоррейн Уоррен, а также в главных ролях Руайри О’Коннор, Сара Кэтрин Хук и Джулиан Хиллиард. Ван и Питер Сафран возвращаются, чтобы продюсировать фильм, основанный на судебном процессе над Арне Шайенном Джонсоном, судебном процессе по делу об убийстве, который имел место в Коннектикуте в 1981 году, в дополнение к книге «Дьявол в Коннектикуте» о судебном процессе, написанной Джеральдом Бриттлом.
Первоначальная разработка третьего фильма «Заклятие» началась в 2016 году, хотя Ван заявил, что не будет снимать ещё один фильм из этой серии из-за конфликтов в расписании с другими проектами. Сафран подтвердил, что следующий фильм не будет фильмом о доме с привидениями. К июню 2017 года было официально объявлено, что третья часть находится в разработке, и Дэвид Лесли Джонсон был нанят для написания сценария. Майкл Чавес был объявлен режиссёром фильма после того, как ранее снял «Проклятие плачущей» (2019). Съёмки проходили в Джорджии летом 2019 года.
Первоначально запланированный к выпуску в сентябре 2020 года, фильм был отложен из-за пандемии COVID-19. «Заклятие 3: По воле дьявола» было выпущено Warner Bros. Pictures и New Line Cinema в Соединённых Штатах 4 июня 2021 года, где также был одновременный месячный выпуск на потоковом сервисе HBO Max. Фильм собрал более 206 миллионов долларов при бюджете в 39 миллионов долларов и получил неоднозначные отзывы критиков, которые высоко оценили игру Уилсона и Фармиги, но раскритиковали сценарий и отметили, что он слабее, чем в предыдущих частях. Продолжение, «Заклятие 4: Последний обряд», находится в разработке.

## Сюжет
В 1981 году демонологи Эд и Лоррейн Уоррен задокументировали экзорцизм 8-летнего Дэвида Глатцеля, на котором присутствовали его семья, его сестра Дебби, её парень Арне Джонсон и отец Гордон в Брукфилде, штат Коннектикут. Во время экзорцизма Арне приглашает демона войти в его тело вместо тела Дэвида. Эд становится свидетелем того, как демон переносится из тела Дэвида в тело Арне, в то время как он страдает от сердечного приступа и в бессознательном состоянии доставляется в больницу.
В следующем месяце Эд просыпается в больнице и сообщает Лоррейн, что он был свидетелем того, как демон проник в тело Арне. Она отправляет полицию в дом Глатцелей, предупреждая их, что там произойдёт трагедия. Арне и Дебби возвращаются в свою квартиру, расположенную над конурой, где работает Дебби. Почувствовав себя плохо, Арне убивает своего домовладельца Бруно Саулса, нанеся ему 22 удара ножом из-за его одержимости демонами. При поддержке Уорренов его дело становится первым американским судебным процессом по делу об убийстве, в котором демоническая одержимость используется в качестве защиты, что приводит к началу расследования первоначального владения Дэвида. Позже Уоррены обнаруживают сатанинское проклятие, переданное через тотем ведьмы, и встречаются с Кастнером, бывшим священником, который ранее имел дело с культом Последователей Барана. Он говорит им, что оккультист намеренно оставил тотем, в результате чего на Глатцелей было наложено проклятие, в результате чего Дэвид овладел им.
Уоррены едут в Дэнверс, штат Массачусетс, чтобы расследовать смерть Кэти Линкольн, которая также получила 22 ножевых ранения. Детективы нашли тотем в доме пропавшей подруги Кэти Джессики. Лоррейн инициирует видение, чтобы воссоздать убийство, и обнаруживает, что Джессика ударила Кэти ножом, будучи одержимой, прежде чем спрыгнуть насмерть со скалы, что позволяет детективам найти её тело. Уоррены отправляются в похоронное бюро, где покоится её тело, и Лоррейн касается руки трупа, чтобы помочь найти местонахождение оккультиста. Лоррейн в видении становится свидетелем того, как оккультист пытается заставить Арне покончить с собой, но вовремя останавливает её. Оккультист угрожает Лоррейн, и она говорит Эду, что связь работает в обе стороны.
Уоррены возвращаются в свой дом в Коннектикуте для дальнейшего расследования. Дрю сообщает, что он нашёл книгу стрегерианского колдовства, в которой говорится, что для снятия проклятия необходимо разрушить алтарь, которым пользовался оккультист. На Эда действует проклятие: в вазе с цветами, доставленной в дом, обнаруживается тотем, но Дрю останавливает его при нападении на Лоррейн. Когда они узнают, что Кэти училась в близлежащем университете Фэрфилд, они начинают предполагать, что оккультист действует в этом районе. Лоррейн возвращается к Кастнеру за помощью, и он показывает, что тайно воспитал дочь Айлу в нарушение требования клерикального безбрачия в католической церкви. Исследуя оккультизм, Айла увлеклась им и позже стала оккультисткой. Кастнер говорит Лоррейн, что алтарь Айлы должен быть в туннелях под домом, и ведёт Лоррейн туда, прежде чем Айла убивает его самого. Вскоре прибывает Эд и с помощью кувалды пробирается в туннели через запертое сливное отверстие. Он ненадолго околдован Айлой и пытается убить Лоррейн, но она заставляет его вспомнить время их первой встречи, напоминая ему об их любви. Эд приходит в себя и разрушает алтарь, спасая себя, Лоррейн и Арне. Айла подходит к своему сломанному алтарю, но её убивает демон, которого она вызвала после того, как не смогла завершить проклятие.
Эд помещает чашу с алтаря в комнату с артефактами вместе с картиной Валака и куклой Аннабель. Арне осуждён за непредумышленное убийство, но в конечном итоге отбывает наказание всего в пять лет, женившись на Дебби, находясь в тюрьме. Эд показывает Лоррейн беседку, похожую на ту, в которой они впервые поцеловались.

## В ролях
- Вера Фармига — Лоррейн Уоррен
  - Меган Эшли Браун — молодая Лоррейн Уоррен
- Патрик Уилсон — Эд Уоррен
  - Митчелл Хуг — молодой Эд Уоррен
- Стерлинг Джеринс — Джуди Уоррен
- Руаири О’Коннор — Эрни Шайенн Джонсон[англ.]
- Сара Кэтрин Хук — Дебби Глатцель
- Джулиан Хиллиард — Дэвид Глатцель
- Чарли Амойра — Джуди Глатцель
- Ронни Джин Блевинс — Бруно Солз
- Шеннон Кук — Дрю Томас
- Джон Ноубл — отец Кастнер
- Скотт Уайт — демон (в титрах не указан)

## Производство

### Разработка
Что касается потенциальной третьей части в серии «Заклятие», Ван заявил: «Там может быть намного больше фильмов (в серии фильмов „Заклятие“), поскольку у Уорренов очень много историй». Сценаристы Чад и Кэри У. Хейс также выразили заинтересованность в работе над сценарием ещё одного продолжения. Однако, Ван заявил, что не сможет срежиссировать фильм, в связи с его обязательствами перед другими проектами. Он рассказал развлекательному сайту и YouTube каналу Collider следующее: «Предполагая, что нам посчастливилось иметь третью главу, есть другие режиссёры, которых мне бы хотелось видеть во Вселенной Заклятия, если нам повезёт». Ван также заявил, что, если будет сделан третий фильм, то в идеале он затронет события в 1980-х годах, и что продолжение будет основываться на случае с ликантропией, говоря: «Может быть, мы можем пойти и сделать его в стиле, как классический „Американский оборотень в Лондоне“. Это было бы здорово! Уоррены на фоне „Собаки Баскервиля“. Это очень круто». В мае 2017 года, Питер Сафран прокомментировал маловероятность того, что в третьей части будет дом с привидениями. В июне 2017 года было объявлено, что третий фильм находится в разработке, а соавтор фильма «Заклятие 2», сценарист Дэвид Лесли Джонсон нанят, чтобы написать сценарий. В августе 2017 года, Ван сказал Entertainment Weekly, что создатели фильма «упорно работают над „Заклятием 3“», и что «мы в процессе активной работы, уточнения сюжета. Для нас важно, чтобы сценарий вышел достойным. Помня о большом числе поклонников первых двух фильмов, я бы не хотел, на сколько это возможно, торопиться с выходом третьей части». В сентябре 2018 года продюсер Питер Сафран заявил, что сценарий близок к завершению и что производство фильма начнётся в 2019 году.
В октябре 2018 года было объявлено, что «Заклятие 3» не будет сниматься Ваном, вместо него режиссёрское кресло займёт Майкл Чавес, который снял «Проклятие плачущей». Ван заявил, что он был впечатлён, работая с ним над «Плачущей». В декабре 2018 было подтверждено, что Вера Фармига и Патрик Уилсон вернутся к ролям охотников за призраками Лоррейн и Эду Уорренам. В декабре 2018 года Ван раскрыл детали сюжета фильма: речь пойдёт о человеке, которого судят за убийство, и который утверждал, что он одержим.

### Съёмки
Съёмки картины стартовали 3 июня 2019 года и проходили в Атланте, Джорджия. 15 августа Фармига закончила съёмки в фильме, всего съёмочный процесс занял 80 дней.

## Релиз
Премьера картины в США состоялась 4 июня 2021 года. В России премьера состоялась 10 июня 2021 года. Прежняя дата премьеры, 11 сентября 2020 года, была перенесена из-за пандемии COVID-19. Также фильм стал доступен на стриминговом сервисе HBO Max.

## Приём

### Стриминговая аудитория
После первых выходных Samba TV сообщила, что за первые три дня после выхода фильм посмотрели 1,6 миллионов американских зрителей. За первые 17 дней его посмотрели 3 миллиона зрителей. К концу первых 30 дней после выхода фильм посмотрели более 3 миллионов семей в США.

### Театральная касса
Третий фильм собрал 65,6 миллиона долларов в США и Канаде и 140,8 миллиона долларов на других территориях, на общую сумму 206,4 миллиона долларов по всему миру.
В Соединённых Штатах фильм был выпущен вместе с фильмом «Спирит Непокорный», и предполагалось, что в первые выходные он соберёт 15-20 миллионов долларов в 3100 кинотеатрах. В первый день фильм собрал 9,8 миллиона долларов, увеличив оценку до 25-27 миллионов долларов. В итоге он дебютировал с 24 миллионами долларов, что стало вторым самым низким показателем во франшизе «Вселенная Заклятия», но по-прежнему стало третьим лучшим открытием пандемии и лидировал по кассовым сборам. Фильм упал на 57 % до 10,3 миллиона долларов во второй уик-энд, заняв третье место, а затем 5,2 миллиона долларов в третий уик-энд.

### Критический ответ
Фильм получил неоднозначные отзывы критиков. Согласно агрегатору обзоров Rotten Tomatoes, 55 % из 244 отзывов критиков о фильме положительные, со средней оценкой 5,8/10. Консенсус критиков веб-сайта гласит: «По воле дьявола представляет собой падение основных фильмов „Заклятие“, хотя Вера Фармига и Патрик Уилсон поддерживают интерес аудитории». На Metacritic фильм получил средневзвешенную оценку 53 из 100 на основе 39 критиков, что указывает на «смешанные или средние отзывы». Аудитория, опрошенная CinemaScore, поставила фильму среднюю оценку «B+» по шкале от A+ до F (по сравнению с оценкой «A-» первых двух фильмов), в то время как PostTrak сообщил, что 78 % зрителей дали ему положительную оценку, при этом 58 % заявили, что определённо рекомендовали бы его.
Карлос Агилар из TheWrap написал: «Заклятие 3 начинается с тревожного эпизода, действие которого происходит в 1981 году, и который на сегодняшний день считается самой страшной частью сверхъестественной саги. Это не значит, что последующие почти два часа лишены напряжённости и динамичных скримеров, но явный хаос и злоба, демонстрируемые прямо за воротами, не имеют себе равных в другом месте». В своём обзоре для Variety Оуэн Глейберман похвалил выступления Уилсона и Фармиги, но написал: "В новом фильме отсутствует этот кинетический элемент дома с привидениями. Это самый мрачный, медитативный, но наименее агрессивный из фильмов «Заклятие». Но основа тёмной духовности, которая сделала предыдущие записи настолько убедительными, сосредоточенными на Уорренах, разбавляется, несмотря на надёжное достойное двойное действие Веры Фармиги и Патрика Уилсона".

## Продолжение
В октябре 2022 года издание Hollywood Reporter сообщило, что в разработке находится четвёртый фильм — «Заклятие 4: Последний обряд». Сценарий напишет Дэвид Лесли Джонсон-МакГолдрик, а продюсируют Джеймс Ван и Питер Сафран.